# Мадж (Вісконсин)
Мадж (англ. Madge) — місто (англ. town) в США, в окрузі Вошберн штату Вісконсин. Населення — 532 особи (2020).

## Демографія
Згідно з переписом 2010 року, у місті мешкало 508 осіб у 226 домогосподарствах у складі 151 родини. Було 548 помешкань
Расовий склад населення:
| - 98,6 % — білих - 0,6 % — корінних американців - 0,2 % — азіатів |

До двох чи більше рас належало 0,2 %. Частка іспаномовних становила 0,4 % від усіх жителів.
За віковим діапазоном населення розподілялося таким чином: 16,1 % — особи молодші 18 років, 55,6 % — особи у віці 18—64 років, 28,3 % — особи у віці 65 років та старші. Медіана віку мешканця становила 55,4 року. На 100 осіб жіночої статі у місті припадало 111,7 чоловіків;  на 100 жінок у віці від 18 років та старших — 114,1 чоловіків також старших 18 років.
Середній дохід на одне домашнє господарство  становив 94 879 доларів США (медіана — 54 545), а середній дохід на одну сім'ю — 111 088 доларів (медіана — 60 750). Медіана доходів становила 50 250 доларів для чоловіків та 28 750 доларів для жінок. За межею бідності перебувало 9,5 % осіб, у тому числі 26,3 % дітей у віці до 18 років та 6,1 % осіб у віці 65 років та старших.
Цивільне працевлаштоване населення становило 212 осіб. Основні галузі зайнятості: освіта, охорона здоров'я та соціальна допомога — 21,2 %, виробництво — 15,1 %, мистецтво, розваги та відпочинок — 11,8 %, роздрібна торгівля — 9,4 %.